# Lienden
Lienden (51° 57′ N, 5° 31′ L) é uma cidade dos Países Baixos, na província de Guéldria. Lienden pertence ao município de Buren, e está situada a 9 km, a sul de Veenendaal.
Em 2001, a cidade de Lienden tinha 3225 habitantes. A área urbana da cidade é de 0.81 km², e tem 1147 residências. 
A área de Lienden, que também inclui as partes periféricas da cidade, bem como a zona rural circundante, tem uma população estimada em 4200 habitantes.